# Языковая дискриминация
Языковая дискриминация (также известная как лингвицизм или линвистическая дискриминация) — нарушение гражданских и/или экономических прав личности или этнической группы по причине незнания или плохого знания языка численно или социально доминирующего на данной территории этноса, ущемление языковых прав, а также несправедливость или предвзятость по отношению к человеку или этнической группе по языковому признаку. Как и любой другой вид дискриминации, может проявляться как на бытовом, так и на государственном уровнях. Подвергаться дискриминации может как родной язык индивида или группы индивидов, так и отдельные речевые характеристики, такие как акцент, словарный запас, синтаксис и т. д. Зачастую данные характеристики формируют представление о происхождении, социальном статусе, уровне образованности, характере или других чертах индивида, что впоследствии может привести к неоправданному и несправедливому отношению к нему.
Языковой расизм, как использование языковых ресурсов для дискриминации, может проявляться в виде социальной изоляции или высмеивания, пародирования, злобного сарказма по отношению к тем, чья речь не соответствует принятым нормативным стандартам в конкретном обществе.

## Термин
Термин «лингвицизм» был впервые введен в середине 1980-х годов лингвистом Тове Скутнабб-Кангас. Согласно её определению, лингвицизм — это «идеологии и структуры, узаконивающие и осуществляющие неравное разделение власти и ресурсов (как материальных, так и нематериальных) между группами, которые различаются по языковому признаку».
Наряду с терминами «языковая дискриминация», «лингвицизм» и «лингвистическая дискриминация», встречается термин «дискриминация по признаку языка», который употребляется в текстах международных документов.

## Исторические примеры
- Коптский язык. На рубеже VIII века халиф Абду-ль-Малик ибн Марван постановил, что арабский язык станет официальным языком Египта, заменив койне и коптский. В течение нескольких сотен лет коптский язык подвергался жестоким преследованиям, особенно во времена правления мамлюков, что привело к его фактическому исчезновению к 17 веку.
- Языковая политика Британской империи в отношении Ирландии, Уэльса и Шотландии.
- Завоевание Кромвеля, длительная английская колонизация и Великий голод привели к тому, что к концу XIX века ирландский язык сохранился лишь в сельских общинах в небольшой части Ирландии (Гэлтахт). Он не имел официального статуса до создания Ирландской Республики.
- В Уэльсе в школах было запрещено говорить на валлийском языке.
- До конца XX века гэльский язык также не имел официального статуса.
- Баскский язык. С 1936 года по 1975 год, во времена правления Франсиско Франко, было запрещено пользование баскским языком. То же претерпели галисийский и каталанский языки.
- Курдский язык. Использование курдского было запрещено в Сирии с 1958 по 2011 гг.[4], в Турции с 1924 по 2013 гг.[5][6]. Люди, говорившие, писавшие и певшие на нем, заключались в тюрьму и подвергались преследованиям[6].
- Германизация: дискриминация немцами западных славян в XIX веке, например, запрет на использование польского языка в средних и начальных школах, использование телесных наказаний, что впоследствии привело к Вжесненскому школьному бойкоту.
- Русификация. Политика русификации проводилась Российской империей в XIX веке на территориях, полученных после разделов Речи Посполитой, и заключалась в запрете говорить на польском, украинском, литовском и белорусском языках в общественных местах, позднее польский язык было запрещено использовать в школах и польском сейме. В 1899—1917 гг. предпринимались попытки сделать русский язык единственным официальным языком Финляндии.
- Притеснение корейского языка во времена японского правления в Корее (1910—1945 гг).
- Языковая дискриминация против тамилов в Шри-Ланке[7][8].

## Современность

### Украина

#### Русификация оккупированных Россией территорий Украины
В ходе российско-украинской войны, начавшейся в 2014 году, дискриминации и русификации подвергаются украиноязычные, проживающие на оккупированных Россией территориях.
После начала полномасштабного вторжения в Украину, на оккупированных Россией территориях продолжилась политика форсированной русификации. На захваченных территориях оккупационные власти уничтожают украиноязычную литературу. Русификации также подвергаются депортированные в Россию украинские дети.
Власти РФ насаждают «кремлёвскую пропаганду», искореняют украинский язык и преследуют отказывающихся от сотрудничества учителей на оккупированных территориях Украины. Об этом говорится в докладе правозащитной организации Human Rights Watch «Образование под оккупацией», посвященном насильственной русификации системы школьного образования в аннексированных регионах Украины.
Действия российских властей нарушают требования права международных конфликтов, которое запрещает оккупационной державе менять законы на оккупированной территории, в том числе в сфере образования, делают вывод правозащитники. «Насаждение Россией изменений в системе образования на оккупированных территориях также нарушает и другие международные стандарты в сфере прав человека, в том числе запрет пропаганды войны, право ребенка на образование на родном языке и право родителей принимать решения, касающиеся образования своих детей», — говорится в докладе.

### Белоруссия

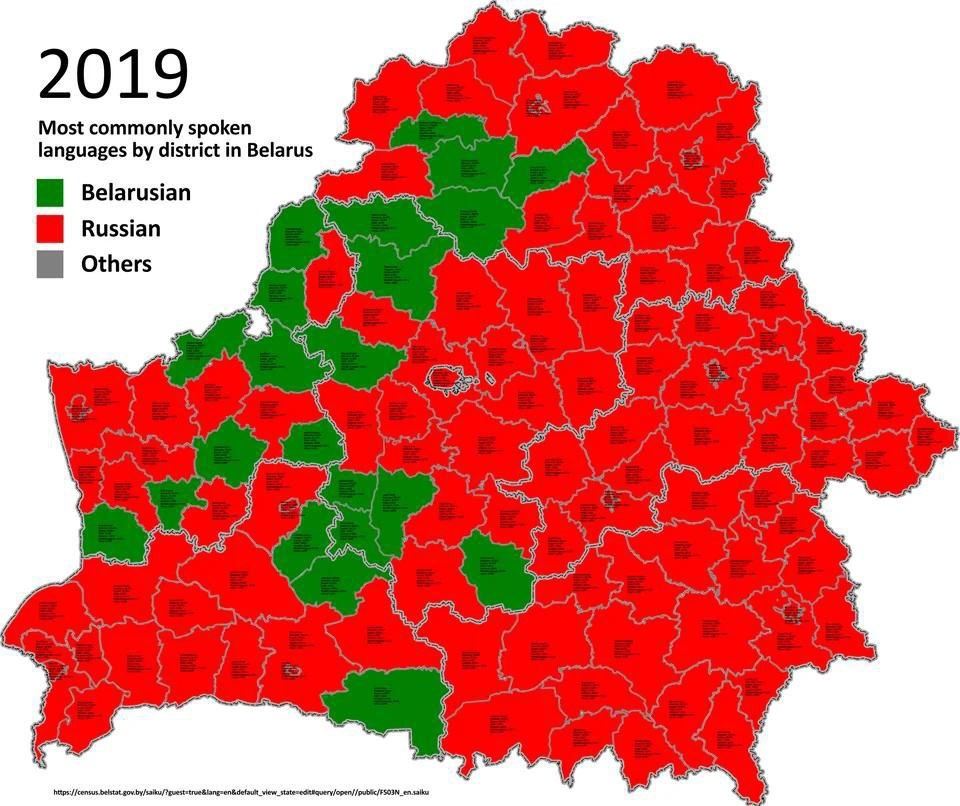
Языки общения в Белоруссии по данным переписи 2019 года. Являвшийся ранее доминирующим на территории Белоруссии белорусский язык в настоящее время находится в упадке из-за длительной политики русификации

Несмотря на то, что русский и белорусский языки имеют в Республике Беларусь одинаковый (государственный) статус, русский язык доминирует в общественной жизни страны. Использование белорусского языка в сфере образования, на рынке труда и в государственных учреждениях довольно низкое, по сравнению с русским. Белорусскоязычные граждане ежедневно сталкиваются с дискриминацией по языковому признаку. Некоторые люди не могут устроиться на работу и вынуждены менять язык общения. Родители, которые хотят отдать своих детей в белорусскоязычный класс или детский сад, вынуждены отдавать их в русскоязычную школу, так как им отказывают по разным причинам. Что касается высшего образования: некоторые преподаватели запрещают студентам сдавать экзамен на белорусском языке. Известны случаи, когда руководство вузов не допускало студентов к защите диплома, написанного на белорусском языке, и заставляло переписывать его на русском.

### США

#### Языковая дискриминация по отношению к афроамериканцам
Многие афроамериканцы говорят на особой, объединяющей в себе признаки диалекта и социолекта, разновидности английского языка и в этой связи часто являются объектами лингвицизма. Афроамериканский английский часто воспринимается американским сообществом как показатель низкого уровня интеллекта или образования. Более того, афроамериканский английский часто называют «ленивым» или «плохим» английским.
Лингвист Джон Макуортер описал данную форму лингвицизма как наиболее проблематичную в Соединенных Штатах, где нестандартные лингвистические структуры часто оцениваются учителями и потенциальными работодателями как «неправильные», в отличие от ряда других стран, таких как Марокко, Финляндия и Италия, где диглоссия (способность переключаться между двумя или более диалектами или языками) является общепринятой нормой, а использование нестандартной грамматики или словарного запаса в разговоре рассматривается как признак регионального происхождения, а не уровня интеллекта.

#### Языковая дискриминация по отношению к латиноамериканцам
В Соединенных Штатах человека, который имеет сильный мексиканский акцент и использует только простые английские слова, могут посчитать плохо образованным, малообеспеченным и, к тому же, возможно, нелегальным иммигрантом. При этом латиноамериканец, имеющий менее заметный акцент или не имеющий акцента вовсе и обладающий богатым словарным запасом, не будет объектом дискриминации и социальных предрассудков.

### Канада

#### Квебек
Хартия французского языка, принятая в 1977 году, неоднократно обвинялась в том, что она носит дискриминационный характер. Данная хартия является основным языковым законом Квебека, её главная цель — защита официального статуса французского языка. Документ предусматривает использование французского языка в государственных учреждениях и школах, устанавливает его в качестве рабочего языка в крупных и средних предприятиях Квебека. Согласно хартии, все вывески, рекламные щиты, названия улиц и дорожные знаки должны быть на французском языке. Английским языком можно пользоваться по желанию, при условии что размер английских букв не превышает 3/4 от размера французских. Любопытно, что вывески на других языках можно выставлять без ограничений размера, при условии присутствия параллельного французского текста.
В результате англоговорящее население начало массово покидать провинцию. Несмотря на то, что отток англоязычного населения наблюдался ещё с 1960-х годов, принятие хартии его ускорило. Так, согласно переписи населения 2006 года, англоязычное население сократилось на 180 тыс. чел.
Тем не менее франкоговорящим населением Квебека хартия рассматривается как мера предотвращения языковой дискриминации по отношению к ним.

### Китай
В 2000-х годах китайское правительство начало пропагандировать использование путунхуа (севернокитайского) в районах распространения кантонского. Это стало предметом спора с Гуанчжоу и Гонконгом, где распространен кантонский диалект. Впоследствии кантонский диалект стал средством утверждения Гонконга в качестве специальной административной единицы КНР, самостоятельной (за исключением внешней политики и обороны) от материкового Китая.

### Франция

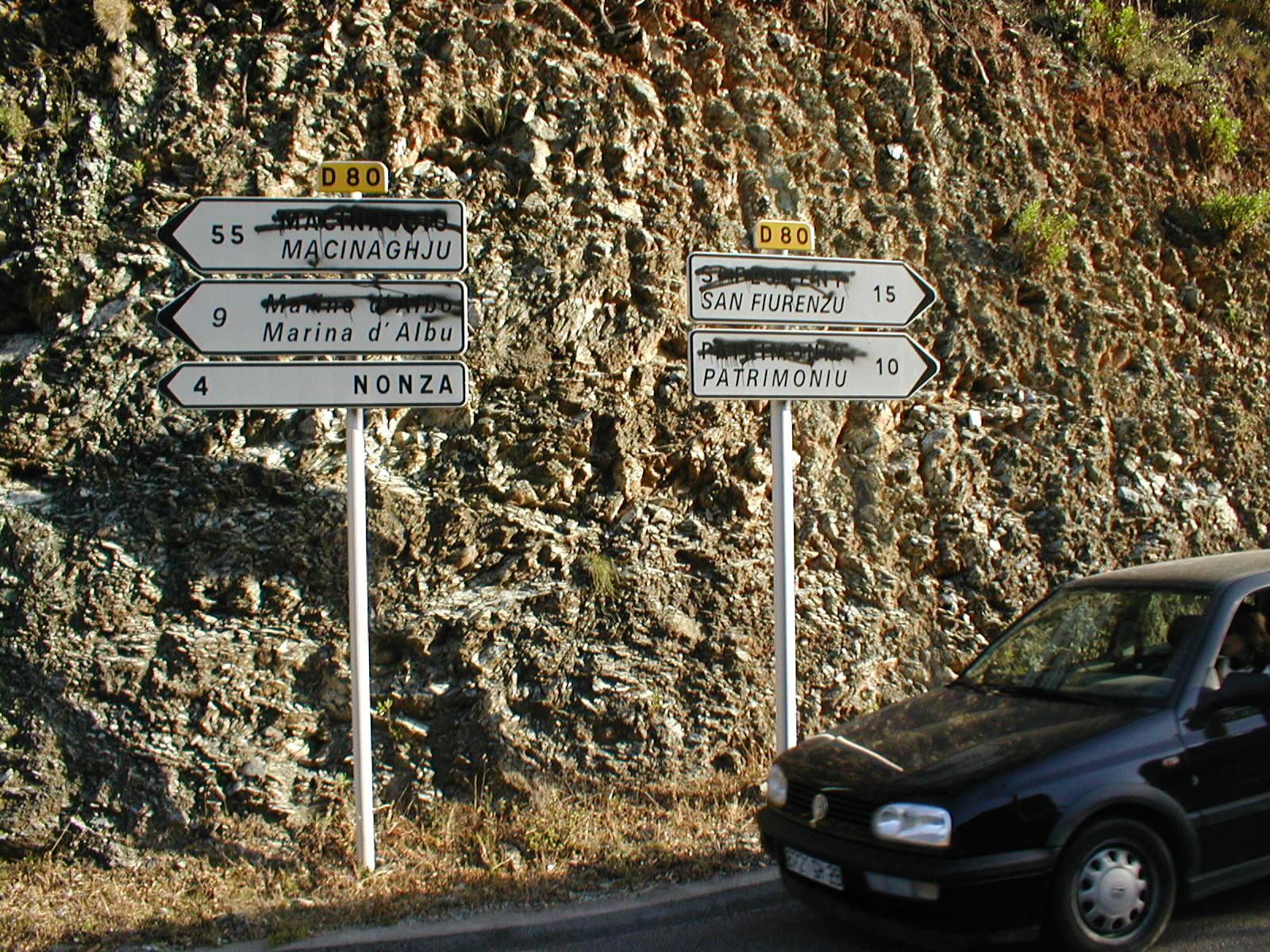
Националисты на Корсике иногда снимают дорожные знаки с официальными топонимами или замазывают их, оставляя только топонимы на корсиканском языке